# إبراهيم أحمد الحضراني
إبراهيم أحمد الحضراني، هو شاعر يمني وعضو مؤسس في اتحاد الأدباء والكتاب اليمنيين. ولد عام 1919 في قرية حضران آنس بمحافظة ذمار. تلقى تعليمه الأولي في قريته، ثم انتقل إلى مدينة ذمار ليواصل دراسته. ومن ذمار التحق بالإمام في تعز حيث كان ولي العهد أحمد حميد الدين يجمع النخبة من الشعراء حوله، وهناك ألتقى بعدة أدباء يمنيين كانت له معهم مساجلات أدبية تركت أثراً على حركة الشعر والأدب في اليمن. جمع قصائده صديقه الشاعر أحمد الشامي وأصدرها بعنوان «القطوف الدواني». ثم قام الشاعر والناقد علوان مهدي الجيلاني بتحقيق ديوانه وتجميع الضائع من شعره، وقامت وزارة الثقافة اليمنية بإصداره سنة 2006 م وأقامت بالمناسبة تكريماً كبيراً له. توفي الحضراني صباح السبت 25 نوفمبر 2007م ودفن في مقبرة خزيمة بصنعاء.